# Вакцинація проти COVID-19 в Ірані
Вакцинація проти COVID-19 в Ірані — це кампанія масової імунізації населення Ірану проти COVID-19 під час пандемії коронавірусної хвороби. Іран повністю вакцинував майже 50 % населення до 5 листопада 2021 року та остаточно припинив імпорт вакцини. Більшість населення мало вакцинуватися «Sinopharm BIBP». З грудня 2021 року електронний сертифікат вакцинації був обов'язковим для допуску до роботи, обов'язковий під час служби в збройних силах Ірану, навчання в університетах і школах.

## Відповідальні за проведення вакцинації
- Національний штаб з питань пандемії та Товариство Червоного Півмісяця Ірану
- Міністр охорони здоров'я Ірану.

## Заплановані вакцини
- Коваксин
- AstraZeneca
- Спутник V (не поставлено)
- COVIran Barakat (не поставлено)[13]
- Sinopharm BIBP

### Мінімальне постачання
- Pfizer
- Johnson & Johnson[14]

### Клінічні дослідження
- FAKHRAVAC
- Noora